# Aéroport international Liberty de Newark
Pour les articles homonymes, voir EWR.
L'aéroport international Liberty de Newark (en anglais : Newark Liberty International Airport ; code IATA : EWR • code OACI : KEWR) est un aéroport international américain situé dans la banlieue ouest de New York, entre les villes de Newark et Elizabeth, dans l'État du New Jersey.
Historiquement le premier aéroport majeur des États-Unis, il est l'aéroport le plus fréquenté du New Jersey. En 2022, il est le 23e aéroport mondial, avec plus de 43 millions de passagers qui en font usage, ainsi que le 14e aéroport nord-américain. Dans l'agglomération new-yorkaise, Newark se classe ainsi derrière l'aéroport international John-F.-Kennedy et ses 55 millions passagers, mais devant l'aéroport LaGuardia de New York et ses 28 millions de passagers. Ces trois aéroports sont administrés par la Port Authority of New York and New Jersey (PANYNJ).
Newark est le plus ancien aéroport du Grand New York encore en activité, constituant une plate-forme de correspondance importante pour United Airlines, ainsi que secondaire pour FedEx.

## Histoire
Il est inauguré le 1er octobre 1928 sur soixante-huit acres (environ 27,5 hectares) de marécages et se hisse vite au rang de premier aéroport mondial, qu'il conserve jusqu'à l'ouverture de l'aéroport international de LaGuardia en 1939. Durant la Seconde Guerre mondiale, il est occupé par l'armée de l'air américaine.

Carte de l'aéroport Newark-Liberty.

En 1948, l'Autorité portuaire de New York et du New Jersey en prend possession et y fait des investissements majeurs : nouvelles pistes, terminal, tour de contrôle et centre de fret. L'Administration Building de style art déco, site historique classé depuis 1979, servit de terminal principal pour les voyageurs jusqu'à l'ouverture du terminal Nord, en 1953.
Dans les années 1970, avec l'accroissement du trafic aérien, les actuels terminaux A, B et C furent construits et l'aéroport renommé Newark International Airport.

Logo de l'aéroport.

En 1984, Virgin Atlantic commence à voler depuis Newark vers Londres, pour concurrencer l'aéroport international John-F.-Kennedy.
En 1987, le terminal Nord est démoli pour faire place à des installations de fret.
En 1996, entre en fonction le monorail AirTrain Newark.
Le 1er mars 2001, Continental Airlines lance le vol commercial sans escale le plus long du monde, entre Newark et Hong Kong, en un temps de 15 heures 50 minutes. Lors des attentats du 11 septembre 2001, c'est de Newark que décolle le vol 93 United Airlines, quelques minutes avant de s'écraser dans la commune de Shanksville, en Pennsylvanie.
Le 24 juin 2004, Singapore Airlines établit un nouveau record en ouvrant une liaison Singapour-Newark qui demeure le plus long vol commercial sans escale du monde avec 18 heures 40 minutes.
Le 15 juin 2005, Continental Airlines commence ses vols quotidiens entre Newark et Pékin puis, le 1er novembre 2005, avec Delhi.
Le 26 mars 2009, Continental Airlines inaugure un vol quotidien entre Newark et Shanghai.
Le 11 octobre 2019, Singapore Airlines commence à exploiter le plus long vol commercial sans escale du monde entre Singapour et Newark avec un A350-900ULR.

## Aménagements

### Pistes
L'aéroport compte 3 pistes et 1 héliport.
- Piste 4L/22R : 3 353 × 46 m (généralement utilisée pour les décollages)
- Piste 4R/22L : 3 048 × 46 m (généralement utilisée pour les atterrissages)
- Piste 11/29 : 2 073 × 46 m (généralement utilisée pour les petits avions)
- Héliport H1 : 12 × 12 m

### Terminaux
L'aéroport a 3 terminaux : A, B et C.

## Situation et accès
L'aéroport est accessible via le AirTrain Newark qui le relie à la station Newark Liberty International Airport, appartenant aux réseaux ferroviaires du New Jersey Transit et de Amtrak. De nombreuses lignes d'autobus relient l'aéroport au New Jersey Transit, au Grand Central Terminal et au Port Authority Bus Terminal et par automobile via la New Jersey Turnpike.

### Carte des aéroports dans l'État de New York
Note: Newark-Liberty n'est pas techniquement situé dans l'État de New York mais figure sur cette carte.

| \| 50 km1:1 725 000 \| Albany Binghamton Buffalo · Niagara Elmira/Corning Ithaca Long · Island LaGuardia Newburgh · Stewart Niagara · Falls Newark JFK Plattsburgh Rochester Syracuse Watertown Westchester |
| 50 km1:1 725 000 |

### Carte des 30 principaux aéroports américains
| \| 500 km1:17 479 000 \| Atlanta Los Angeles Chicago · O'Hare Chicago · Midway Dallas · Fort Worth New York · JFK Newark · Liberty New York-LaGuardia Denver San Francisco Charlotte Las Vegas Phoenix Miami Houston Seattle Orlando Minneapolis · Saint-Paul Boston Détroit Philadelphie Fort Lauderdale · Hollywood Baltimore Washington · R. Reagan Washington · Dulles Salt Lake City San Diego Honolulu Tampa Portland |
| 500 km1:17 479 000 |

## Trafic de passagers
Le graphique qui aurait dû être présenté ici ne peut pas être affiché car il utilise l'ancienne extension Graph, désactivée pour des questions de sécurité. Des indications pour créer un nouveau graphique avec la nouvelle extension Chart sont disponibles ici.

Voir la requête brute et les sources sur Wikidata.

### Zoom sur l'impact du covid de 2019-2020
Le graphique qui aurait dû être présenté ici ne peut pas être affiché car il utilise l'ancienne extension Graph, désactivée pour des questions de sécurité. Des indications pour créer un nouveau graphique avec la nouvelle extension Chart sont disponibles ici.

Voir la requête brute et les sources sur Wikidata.

## Compagnies et destinations
| Compagnies                    | Destinations | Refs   |
| ----------------------------- | --- | ------ |
| Aer Lingus                    | Dublin | [ 8 ]  |
| Air Canada                    | Calgary, Vancouver En saison : Toronto (Pearson) | [ 9 ]  |
| Air Canada Express            | Montréal (P.-E.-Trudeau), Ottawa (Macdonald-Cartier), Toronto (Pearson) | [ 9 ]  |
| Air China                     | Pékin-Capitale | [ 10 ] |
| Air France                    | Paris-Charles de Gaulle |        |
| Air India                     | Delhi-Indira Gandhi, Bombay-Chhatrapati-Shivaji | [ 11 ] |
| Alaska Airlines               | Los Angeles, Portland, San Diego, San Francisco, San José (Californie), Seattle-Tacoma | [ 12 ] |
| Allegiant Air                 | Asheville, Cincinnati-Northern Kentucky, Fort Walton-Nord Floride, Savannah En saison : Knoxville-McGhee Tyson (en) | [ 13 ] |
| American Airlines             | Charlotte-Douglas, Chicago-O'Hare, Dallas-Fort Worth, Miami, Phoenix-Sky Harbor | [ 14 ] |
| American Eagle                | Chicago-O'Hare | [ 14 ] |
| Austrian Airlines             | Vienne-Schwechat | [ 15 ] |
| Avianca El Salvador           | San Salvador-M. O. A. Romero y Galdámez | [ 17 ] |
| British Airways               | Londres-Heathrow | [ 18 ] |
| Cathay Pacific                | Hong Kong | [ 19 ] |
| Delta Air Lines               | Atlanta H.-Jackson, Détroit, Minneapolis-Saint-Paul, Salt Lake City | [ 20 ] |
| Delta Connection              | Cincinnati-Northern Kentucky, Détroit, Minneapolis-Saint-Paul, Raleigh-Durham | [ 20 ] |
| El Al                         | Tel Aviv - Ben Gourion | [ 21 ] |
| Elite Airways                 | En saison : South Bimini, Vero Beach | [ 23 ] |
| Emirates                      | Athènes E.-Venizélos, Dubaï | [ 24 ] |
| Ethiopian Airlines            | Abidjan-F.-H.-Boigny, Addis-Abeba Bole, Lomé-G. Eyadéma | [ 26 ] |
| Eurowings                     | Düsseldorf | [ 27 ] |
| French Bee                    | Paris-Orly |        |
| Icelandair                    | Reykjavik-Keflavík | [ 28 ] |
| JetBlue Airways               | Boston Logan, Cancún, Fort Lauderdale-Hollywood, Fort Myers, Orlando, Punta Cana, San Juan - Luis-Muñoz-Marín, Santiago - Cibao, Saint-Domingue Las Américas, Tampa, Palm Beach En saison : Bridgetown-Grantley-Adams | [ 30 ] |
| La Compagnie                  | Paris-Orly, Tel Aviv - Ben Gourion En saison : Nice-Côte d'Azur. | [ 31 ] |
| LOT Polish Airlines           | Rzeszów, Varsovie-Chopin | [ 32 ] |
| Lufthansa                     | Francfort, Munich-F. J. Strauß | [ 33 ] |
| Porter Airlines               | Toronto (Billy Bishop) | [ 34 ] |
| Scandinavian Airlines         | Copenhague-Kastrup, Oslo-Gardermoen, Stockholm-Arlanda | [ 35 ] |
| Singapore Airlines            | Singapour-Changi | [ 36 ] |
| Southwest Airlines            | Austin-Bergstrom, Chicago-Midway, Denver,, Nashville, Oakland, Orlando, Phoenix-Sky Harbor, San Diego, Lambert-Saint Louis | [ 39 ] |
| Spirit Airlines               | Atlanta H.-Jackson, Fort Lauderdale-Hollywood, Houston-George Bush, Las Vegas-Harry-Reid, Myrtle Beach, La Nouvelle-Orléans-L. Armstrong, Orlando, Saint-Domingue Las Américas | [ 40 ] |
| Swiss International Air Lines | Zurich | [ 41 ] |
| TAP Air Portugal              | Lisbonne-H. Delgado, Porto-F. Sá-Carneiro | [ 42 ] |
| United Airlines               | - Aguadilla, - Amsterdam, - Saint John's-V. C. Bird, - Aruba-Reine-Beatrix, - Atlanta H.-Jackson, - Austin-Bergstrom, - Barcelone-El Prat, - Pékin-Capitale, - Berlin-Brandebourg, - Hamilton-L.F. Wade, - Bogota-El Dorado, - Bonaire-Flamingo, - Boston Logan, - Bruxelles-National, - Buenos Aires-Ezeiza, - Cancún, - Charleston, - Charlotte-Douglas, - Chicago-O'Hare, - Cleveland-Hopkins, - Dallas-Fort Worth, - Denver, - Détroit, - Dublin, - Édimbourg, - Fort Lauderdale-Hollywood, - Fort Myers, - Francfort, - Genève-Cointrin, - Guatemala-La Aurora, - La Havane-José Martí, - Hong Kong, - Honolulu, - Houston-George Bush, - Knoxville-McGhee Tyson (en), - Las Vegas-Harry-Reid, - Le Cap, - Lima-J. Chávez, - Lisbonne-H. Delgado, - Londres-Heathrow, - Los Angeles, - Madrid-Barajas, - Manchester, - Memphis, - Mexico-B. Juárez, - Miami, - Milan-Malpensa, - Milwaukee-General Mitchell, - Minneapolis-Saint-Paul, - Montego Bay-Donald Sangster, - Bombay-Chhatrapati-Shivaji, - Munich-F. J. Strauß, - Nashville, - Nassau L. Pindling, - La Nouvelle-Orléans-L. Armstrong, - Norfolk, - Santa Ana-J. Wayne, - Orlando, - Panama-Tocumen, - Paris-Charles de Gaulle, - Phoenix-Sky Harbor, - Pittsburgh, - Port-d'Espagne - Piarco, - Portland (Maine), - Portland, - Providenciales, - Puerto Plata - Gregorio Luperón, - Puerto Vallarta, - Punta Cana, - Raleigh-Durham, - Rochester (État de New York), - Rome Léonard-de-Vinci/Fiumicino, - Salt Lake City, - San Antonio, - San Diego, - San Francisco, - San José-J. Santamaría, - Los Cabos, - San Juan - Luis-Muñoz-Marín, - San Pedro Sula-R. V. Morales, - Saint-Domingue Las Américas, - Santiago - Cibao, - São Paulo/Guarulhos, - Sarasota-Bradenton, - Seattle-Tacoma, - Shanghai-Pudong, - Sainte Lucie-Hewanorra, - Saint-Martin - Princesse-Juliana, - Tampa, - Tel Aviv - Ben Gourion, - Tokyo-Narita, - Washington-Dulles, - Washington-Reagan, - Palm Beach, - Zurich En saison : - Anchorage-T.-Stevens, - Athènes E.-Venizélos, - Belize City-P. S. W. Goldson, - Bozeman Yellowstone (en), - Buffalo-Niagara, - Burlington, - Cozumel, - Vail (comté d'Eagle), - Glasgow, - Grand Cayman-O. Roberts, - Yampa Valley (en), - Indianapolis, - Jackson Hole, - Jacksonville, - Liberia-D.-Oduber, - Montrose (en), - Myrtle Beach, - Naples-Capodichino, - Nice-Côte d'Azur, - Palm Springs, - Porto-F. Sá-Carneiro, - Providence-T. F. Green, - Prague-Václav-Havel, - Reykjavik-Keflavík, - Sacramento, - San Salvador-M. O. A. Romero y Galdámez, - Savannah, - Shannon, - Stockholm-Arlanda, - Saint-Christophe-et-Niévès, - Charlotte Amalie - Cyril E. King, - Vancouver, - Venise - Marco Polo | [ 45 ] |
| United Express                | - Akron-Canton, - Albany, - Asheville, - Atlanta H.-Jackson, - Austin-Bergstrom, - Bangor, - Boston Logan, - Buffalo-Niagara, - Burlington, - Charleston, - Charlotte-Douglas, - Chicago-O'Hare, - Cincinnati-Northern Kentucky, - Cleveland-Hopkins, - John Glenn Columbus, - Dallas-Fort Worth, - Dayton, - Détroit, - Elmira/Corning, - Nord-ouest de l'Arkansas, - Grand Rapids-G. R. Ford, - Greensboro (en), - Greenville-Spartanburg, - Halifax (Stanfield), - Indianapolis, - Jacksonville, - Kansas City, - Key West, - Knoxville-McGhee Tyson (en), - Lexington-Blue Grass (en), - Louisville-Standiford Field, - Madison (comté de Dane), - Manchester (New Hampshire), - Memphis, - Milwaukee-General Mitchell, - Minneapolis-Saint-Paul, - Montréal (P.-E.-Trudeau), - Nashville, - La Nouvelle-Orléans-L. Armstrong, - Norfolk, - Oklahoma City (Will Rogers-World), - Omaha-Eppley, - Ottawa (Macdonald-Cartier), - Pittsburgh, - Portland (Maine), - Presque Isle (Maine du Nord) (en), - Providence-T. F. Green, - Québec (Jean-Lesage), - Raleigh-Durham, - Richmond-Byrd Field, - Rochester (État de New York), - Lambert-Saint Louis, - Sarasota-Bradenton, - Savannah, - Syracuse-Hancock, - Toronto (Pearson), - Washington-Dulles, - Washington-Reagan, - Palm Beach En saison : - Asheville, - Hilton Head Island, - Miami, - Myrtle Beach, - Nantucket Memorial (en), - Pensacola, - Rapid City, - Traverse City-Cherry Capital | [ 45 ] |
| Virgin Atlantic               | Londres-Heathrow | [ 48 ] |
| VivaAerobus                   | En saison : Cancún | [ 49 ] |

Édité le 10/11/2018

## Projets

### Construction d'un nouveau Terminal A
En 2016, l'Administration portuaire a approuvé et annoncé un plan de réaménagement pour construire un nouveau terminal A en remplacement de l'existant, qui a ouvert ses portes en 1973. Le nouveau terminal s'appellera Terminal One. Le nouveau terminal One devrait coûter environ 2,3 milliards de dollars et comprendra un nouveau garage de stationnement, 33 portes et une passerelle pour relier la station Airtrain, le parking et le terminal. Il devrait être achevé d'ici 2022.

## Galerie
|  |  |  |  |